# 언해피♪
《언해피♪》(일본어: あんハピ♪, unhappy go lucky!)는 코토지가 그린 일본의 만화 작품이다. 《망가 타임 키라라 포워드》(호분샤)에서 2013년 2월호부터 2019년 1월호까지 연재되었다. 원작 코믹스는 10권까지 간행되었다.
전편 모두 화수 표기는 「Lucky.○」(○ 안에 숫자가 들어감)으로 통일하였고, 부제는 설정되어 있지 않다.

## 스토리
텐노고후네 학원 1학년 7반에 입학한 하나코이즈미 안, 히바리가오카 루리, 쿠메가와 보탄, 하규 히비키, 에코다 렌. 이 다섯 명은 불행을 짊어진 여고생들이다. 담임인 코다이라 선생의 제안으로 행복해지기 위한 고등학교 생활을 보내게 된다.

## 등장인물

### 1학년 7반
행복해지는 것을 목표로 활동하는 반. 등장인물의 성씨는 세이부센(西武線)의 역 이름에서 따온 것이다.
하나코이즈미 안(花小泉 杏)
목소리 - 하나모리 유미리
출석번호 : 29번 / 연령：16세 / 생일 : 12월 31일 / 혈액형 : O형 / 별자리 : 염소자리 / 신장: 151cm / 입위 체전굴：8cm
본 작품의 주인공으로, '불운'을 짊어진 천진난만한 소녀. ‘하나코’라고 불린다. 짧은 금발 머리를 하고 있으며, 머리 뒷부분에는 경단처럼 둥근 것이 붙어있다. 눈동자는 빨간색이다.
모든 일에 대해서 운이 없는 트러블 메이커로, 가는 곳마다 함께 있는 사람들까지 트러블에 말려들게 한다. 하지만 본인은 그런 것에 대해 신경을 쓰지 않는 긍정적인 마인드를 지녔으며, 항상 밝은 모습으로 생활한다.
가슴이 작은 것에 대해서 약간 신경 쓰는 모습. 동물을 매우 좋아하지만, 동물로부터는 미움을 받아 만지거나 다가가려고 하면 안 좋은 일에 말려들곤 한다. 머리 뒷부분에 있는 클로버는 어머니로부터 받은 행운의 부적이다. 특기는 뺨이 이상하리만치 늘어나는 것이다.
히바리가오카 루리(雲雀丘 瑠璃)
목소리 - 시라이시 하루카
출석번호 : 30번 / 연령 : 16세 / 생일 : 7월 9일 / 혈액형 : B형 / 별자리 : 게자리 / 신장 : 160cm
본 작품의 또 다른 주인공인 '비련'의 소녀. '히바리'라고 불린다. 감색의 긴 생머리를 하고 있고, 눈동자는 녹색이다.
공사 현장의 간판에 그려져 있는 남자에 짝사랑을 하고 있다. 이 사실이 주위 사람들에게 알려지면서 조롱을 당했던 안 좋은 추억을 가지고 있으며, 누군가에게 이를 지적당하면 얼굴이 빨개지면서 사실을 부정한다.
곤란에 빠진 사람이 있으면 그냥 지나치지 못하고 도움을 건네는 좋은 성격이지만, 그것이 원인이 되어 트러블에 휘말리게 되는 경우가 많다.
7명의 가족이 있으며, 요리와 과자 만들기가 취미이다. 귀엽고 깜찍한 것을 좋아하지만 이것이 자신의 이미지에는 안 좋다고 생각하여 비밀로 하고 있다. 친구들과는 달리, 힐을 신고 등교한다.
부모님이 해외에서 근무하는 탓에 집에서는 혼자 생활한다.
쿠메가와 보탄(久米川 牡丹)
목소리 - 야스노 키요노
출석번호 : 22번 / 연령 : 16세 / 생일 : 2월 23일 / 혈액형 : A형 / 별자리 : 물고리자리 / 신장 : 165cm / 입위 체전굴 : -35cm
'허약 체질'의 의젓한 소녀. '보탄'이라고 불린다. 세 가닥으로 땋은 복숭아 빛깔의 흰색 머리를 하고 있다. 눈동자는 보라색이다.
이상하리만큼 허약 체질인데다 악수를 한 것만으로 뼈에 금이 갈 정도로 신체의 모든 부분이 약하다. 그러나 회복 속도는 매우 빠르다. 매번 상처를 입는 탓에 항상 구급약 세트를 가지고 다닌다.
언제나 웃는 얼굴을 하고 있는 의젓한 성격이지만, 여차하면 자신을 비관적으로 대하는 네거티브 마인드를 가지고 있다.
병원장의 딸로, 약에 관해서는 박식하다. 상처 방지를 위해 스니커를 신고 등교한다. 공부는 잘하는 편이다.
하규 히비키(萩生 響)
목소리 - 야마무라 히비쿠
출석번호 : 28번 / 연령 : 16세 / 생일 : 4월 1일 / 혈액형 : O형 / 별자리 : 양자리 / 신장 : 152cm
'히비키'라고 불린다. 세미 롱의 갈색 머리를 하고 있고, 눈동자는 노란색이다.
본인은 인정하진 않지만, 극도의 '방향치'로 혼자서 등교하려면 3시간이 걸릴 정도다. 지도를 보거나 길을 물어보지만 왜인지 목적지와는 반대 방향으로 가버리는 경우가 많다.
약간 중2병스러운 말투로 이야기하며, 지기 싫어하는 성격으로 무엇이든 1등이 되기를 좋아하지만 일이 잘 풀리지는 않는다. 언제나 활기하고 감정이 그대로 표정으로 나타난다.
렌과는 이웃 관계이자 소꿉친구이며, 그녀에 대해 호의를 가지고 있다. 렌에게 다가가는 여성(동물의 암컷도 포함)에 대해서는 적대심을 드러낸다.
성씨는 세이부센(西武線)이 아닌 하규역(萩生駅)에서 따온 것이다.
에코다 렌(江古田 蓮)
목소리 - 요시오카 마유
출석번호 : 21번 / 연령 : 16세 / 생일 : 10월 10일 / 혈액형 : AB형 / 별자리 : 천칭자리 / 신장 : 167cm
종을 뛰어넘은 '여난'을 짊어진 보이쉬한 소녀. '렌'이라고 불린다. 보랏빛이 띄는 흰색의 짧은 머리를 하고 있다. 눈동자는 파란색이다.
인간의 여성은 물론, 모든 동물의 암컷을 무차별적으로 매료시켜 버리는 체질을 지녔다. 그러나 본인은 그런 것을 신경쓰지 않으며, 반대로 그러한 체질이 친구들에게 도움을 주는 경우도 있다.
기운이 없고 멍하니 있으며, 틈만 나면 말뚝잠을 자는 귀찮아하는 성격의 소유자다. 히비키에게는 종종 가차없는 모습을 보이지만, 렌 자신도 나름대로 그녀에 대해 염려한다. 히비키와는 달리, 하나코 일행에게는 우호적이다.
히비키의 집 바로 옆에 살고 있다. 토끼를 매우 좋아하여 초·중학생들과 같이 토끼집을 돌보거나 자신의 집에까지도 세 마리를 키울 정도다. 유소년 시절에는 머리가 길었지만, 어떤 트러블로 인해 머리가 짧아지는 것을 걱정하고 있었던 히비키의 앞에서 자신의 머리카락을 잘라버린 것을 계기로 현재의 머리 모양이 되었다.
3명의 형제자매 중 막내.
사야마 츠바키(狭山 椿)
목소리 - 모리나가 치토세
어떤 사건으로 2학기 도중에 1학년 7반으로 등교하기 시작한 소녀. 트윈테일의 금발 머리를 하고 있다. 눈동자는 파란색이다.
겉으로 보기에는 외국인으로 보이지만 본인은 일본인이라고 한다. 극도의 '낯가림'으로 인형을 상대로도 횡설수설한다.
코다이라 선생(小平先生)
목소리 - 하라 유미
1학년 7반의 담임 선생. 프로필은 수수께끼. '행복클래스' 수업의 대부분을 맡아서 한다. 평상시에는 상냥하지만, 불량 학생에겐 가차없다.
평소엔 생글거리는 미소를 머금고 있지만, 한 번 화가 나면 매우 무서워서 교실의 어수선한 분위기를 한순간에 가라앉힐 정도다.
티모시(チモシー)
목소리 - 모리나가 치토세
토끼 형태의 학원 안내 로봇. Lucky.21부터 등장.
처음에는 입체영상으로 등장하다가 나중에는 실물로 등장. 손과 발이 늘었다 줄었다 하는 기능이 있다.
TV 애니메이션에서는 초반부터 등장하며, 처음부터 실물의 형태로 등장한다.

### 1학년 1반
사기노미야 선생(鷺宮先生)
목소리 - 코시미즈 아미
'면학 클래스' 중에서도 최고의 위치에 있는 1학년 1반의 담임 선생. 신장은 165cm. 하얀 옷을 입고 있다. 성실하고 융통이 통하지 않는다.
가정과나 자신의 스킬이 미치는 분야는 나서서 무엇이든 한다. '행복 클래스'의 존재 의미에 대해서는 회의적이다.

### 기타
하나코이즈미 사쿠라(花小泉 桜)
목소리 - 기부 유우코
하나코의 어머니. 금발의 트윈테일을 하고 있다.
보탄이 처음 봤을 때 하나코의 언니라고 생각할 정도로 나이가 어려 보인다. 하나코가 불운을 짊어지고 있다는 것을 잘 이해하고 있어, 딸의 여벌옷을 많이 준비하는 등의 대책을 강구하고 있다.
텐노고후네 학원 7반의 졸업생이다.
교장(校長)
목소리 - 나카 히로시

## 서적 정보
- 코토지 《언해피♪》 호분샤〈KR 코믹스〉 6권 간행 (2015년 7월 13일 현재)
  1. 2013년 7월 12일 발매 ISBN 978-4-8322-4319-4
  2. 2014년 5월 12일 발매 ISBN 978-4-8322-4441-2
  3. 2014년 12월 12일 발매 ISBN 978-4-8322-4501-3
  4. 2015년 7월 13일 발매 ISBN 978-4-8322-4587-7
  5. 2016년 4월 12일 발매 ISBN 978-4-8322-4684-3
  6. 2016년 6월 11일 발매 ISBN 978-4-8322-4703-1

## TV 애니메이션
2015년 6월 24일에 발매된 『망가 타임 키라라 포워드』 8월호에서 TV 애니메이션화가 발표되었으며, 2016년 4월부터 6월까지 AT-X, TOKYO MX, KBS 교토, 선 TV, BS후지에서 방영되었다.

### 주제가
오프닝 테마 「PUNCH☆MIND☆HAPPINESS」
작사: 하타 아키 / 작곡·편곡: 타나카 히데카즈 / 노래: Happy Clover (하나코이즈미 안(하나모리 유미리), 히바리가오카 루리(시라이시 하루카), 쿠메가와 보탄(야스노 키요노), 하규 히비키(야마무라 히비쿠), 에코다 렌(요시오카 마유))
엔딩 테마 「내일로 좋으니까」(明日でいいから)
작사: 하타 아키 / 작곡·편곡: 히로카와 케이이치 / 노래: Happy Clover (하나코이즈미 안(하나모리 유미리), 히바리가오카 루리(시라이시 하루카), 쿠메가와 보탄(야스노 키요노), 하규 히비키(야마무라 히비쿠), 에코다 렌(요시오카 마유))

### 각화 리스트
| 화수 | 일본어 부제                | 번역 부제                     | 시나리오               | 그림 콘티                    | 연출                                     | 작화감독 | 엔드 카드                  |
| ---- | -------------------------- | ----------------------------- | ---------------------- | ---------------------------- | ---------------------------------------- | --- | -------------------------- |
| #01  | 4月7日 不幸な入学初日      | 4월 7일 불행한 입학 첫날      | 타나카 진 (田中仁)     | 오오누마 신 (大沼心)         | 오오누마 신 이노우에 케이스케 (井上圭介) | 히라타 카즈야(平田和也) 혼다 타츠오(本田辰雄) 쿠리이 시게키(粟井重紀) 야시로 키미코(八代紀実子) 후루야 리에(古谷梨絵) 야마요시 카즈유키(山吉一幸)                     | 피로미즈 (ピロ水)          |
| #02  | 4月11日 ハイテクな身体測定 | 4월 11일 하이테크한 신체 측정 | 타나카 진 (田中仁)     | 진보 마사토 (神保昌登)       | 릿센 히로토시 (立仙裕俊)                 | 하라 유우키(原友樹) 시게마츠 사와코(重松佐和子) 니와 노부노리(丹羽信礼) 이지마 케이코(井嶋けい子) 山犬守                                                              | 아라이 체리 (荒井チェリー) |
| #03  | 4月28日 はじめての幸福実技 | 4월 28일 첫 행복 실기         | 타나카 진 (田中仁)     | 미나토 슈라이 (湊朱來)       | 히라타 유타카 (平田豊)                   | 엔도 다이스케(遠藤大輔) | 코루리 (こるり)            |
| #04  | 4月29日 ナゾナゾな罰ゲーム | 4월 29일 수수께끼의 벌 게임   | 타나카 진 (田中仁)     | 도자가겐 (どじゃがげん)      | 쿠사카 나오요시 (日下直義)               | 사사키 모에(佐々木萌) 노기 마사유키(野木正幸) 야시로 키미코 | 우시키 요시타카 (牛木義隆) |
| #05  | 5月9日 迷子の登校風景      | 5월 9일 미아의 등교 풍경      | 타나카 진 (田中仁)     | 미나토 슈라이                | 인베 유우시 (伊部勇志)                   | 하시모토 마키(橋本真希) 이모토 유키(井本由紀) 무카이가와라 켄(向河原憲) 이지마 케이코 하라 유우키 시게마츠 사와코                                                     | MEL                        |
| #06  | 5月30日 みんなで遠足       | 5월 30일 다 함께 소풍         | 이토 무츠미 (伊藤睦美) | 카와무라 토모유키 (河村智之) | 쿠사카 나오요시                          | 노모토 마사유키(野本正幸) 사사키 모에 혼다 타츠오 야시로 키미코 | 치바 사도루 (千葉サドル)   |
| #07  | 6月28日 はなこのお見舞い   | 6월 28일 하나코의 병문안      | 이토 무츠미 (伊藤睦美) | 우네 신야 (宇根信也)         | 히라타 유타카                            | 사사키 무츠미(佐々木睦美) | 쿄고쿠 신 (京極しん)       |
| #08  | 7月11日 戦う期末試験       | 7월 11일 싸우는 기말시험      | 타나카 진              | 타마무라 히토시 (玉村仁)     | 타마무라 히토시 (玉村仁)                 | 히사마츠 사키(久松沙紀) 혼다 타츠오 야시로 키미코 와카야마 마사시(若山政志) 사쿠라이 츠카사(櫻井司) 오히라 타케오(大平剛生, 액션 작감)                                | 하마유미바 소우 (浜弓場双) |
| #09  | 7月13日 波乱の合同授業     | 7월 13일 파란의 합동 수업     | 타나카 진              | 니이도메 토시야 (新留俊哉)   | 코시바 쥰야 (小柴純弥)                   | 하라 유우키 이지마 케이코 시게마츠 사와코 무카이가와라 켄(向川原憲) 하야시 타카히로(林隆洋) 타케모리 유카(竹森由加)                                                   | 아리마 진 (有馬侭)         |
| #10  | 7月20日〜 私たちの夏休み   | 7월 20일~ 우리들의 여름 방학  | 이토 무츠미            | 도자가겐                     | 쿠사카 나오요시                          | 노모토 마사유키 사사키 모에 | 하노카게 (ハノカゲ)        |
| #11  | 8月18日 嵐の林間学校       | 8월 18일 폭풍의 임간학교      | 타나카 진              | 이노우에 케이스케            | 이노우에 케이스케                        | 사사키 무츠미 마츠우라 사토미(松浦里美) 혼다 타츠오 핫토리 노리카즈(服部憲知) 오가와 이치로(小川一郎) 사노 타카오(佐野隆雄) 야마요시 카즈유키 히라타 카즈야           | 마루신 (丸新)              |
| #12  | 8月19日 幸せな林間学校     | 8월 19일 행복한 임간학교      | 타나카 진              | 카와무라 토모유키            | 타마무라 히토시                          | 야시로 키미코 혼다 타츠오 후쿠치 카즈히로(福地和浩) 사쿠라이 츠카사 오가와 이치로 키노시타 유미코(木下由美子) 핫토리 노리카즈 와카야마 마사시 노다 메구미(野田めぐみ) | 코토지                     |

### BD / DVD
| 권 | 발매일           | 수록화          | 규격품번  | 규격품번  |
| 권 | 발매일           | 수록화          | BD        | DVD       |
| -- | ---------------- | --------------- | --------- | --------- |
| 1  | 2016년 6월 22일  | 제1화 - 제2화   | OVXN-0023 | OVBA-1041 |
| 2  | 2016년 7월 27일  | 제3화 - 제4화   | OVXN-0024 | OVBA-1042 |
| 3  | 2016년 8월 24일  | 제5화 - 제6화   | OVXN-0025 | OVBA-1043 |
| 4  | 2016년 9월 28일  | 제7화 - 제8화   | OVXN-0026 | OVBA-1044 |
| 5  | 2016년 10월 26일 | 제9화 - 제10화  | OVXN-0027 | OVBA-1045 |
| 6  | 2016년 11월 23일 | 제11화 - 제12화 | OVXN-0028 | OVBA-1046 |